# Tuiatuia Tamese Efi
Tuiatuia Tamese Efi (1 de março de 1938) é um político samoano, foi O le Ao o le Malo (chefe de estado) de Samoa, de 2007 a 2017. Fora antes primeiro-ministro.
Assumiu o cargo em junho de 2007, com a morte do O le Ao o le Malo Malietoa Tanumafili II. Este permaneceu 45 anos no poder conforme rege a constituição do país. Efi foi eleito pelo parlamento para um mandato de cinco anos. Em 2017, deixou o poder e foi substituído por Va'aletoa Sualauvi II.